# 徐之才
徐 之才（じょ しさい、天監4年（505年）- 武平4年6月4日（572年6月29日））は、中国の南北朝時代の医師・学者・官僚。字は士茂。本貫は東莞郡姑幕県。

## 経歴
南朝斉の蘭陵郡太守の徐雄（徐文伯の子）の子として生まれた。幼くして才気をあらわし、5歳で『孝経』を読み、8歳で『論語』に通じるようになった。13歳で太学生として召し出され、三礼や『易経』の概略を理解した。袁昂が丹陽尹を領知すると、之才は主簿として召し出された。南朝梁の豫章王蕭綜が江都に出向すると、之才はその下で豫章王国左常侍に任じられ、さらに蕭綜の下で鎮北主簿に転じた。
普通6年（525年）、蕭綜が北魏に亡命すると、梁の前線の三軍は崩壊し、之才は呂梁まで退却したが、橋が落ち道路が遮断されていたため、北魏の統軍の石茂孫に拘束された。北魏は蕭綜の旧部下たちを呼び集め、彭泗にいた之才に連絡をつけた。「之才は医術を得意とし、機知と弁舌を兼ね備えている」と孝明帝に報告され、之才は洛陽に呼び出された。孝昌2年（526年）、之才が洛陽に入ると、南館に居住するよう命じられ、すぐれた礼遇を受けた。徐文伯の弟の徐謇の子の徐踐が之才に邸を返還したいと申し出た。之才は薬の処方による成果が多く、経書や史書を広く読み、弁舌に優れていたため、北魏の朝臣たちは争って之才を属僚として召し出そうとした。孝武帝のとき、昌安県侯に封じられた。天平年間、高歓に召し出されて晋陽に赴き、内館に居住し、厚い礼遇を受けた。 武定4年（546年）、散騎常侍から秘書監に転じた。武定8年（550年）、高洋が丞相となると、江南出身者に秘書をつかさどらせるのはよくないと楊愔が上申したため、之才は秘書監から退くこととなり、金紫光禄大夫の位を受けた。
同年（天保元年）、北斉が建国されると、之才は侍中に任じられ、池陽県伯に封じられた。天保5年（554年）、趙州刺史に任じられた。天保7年（556年）、中書監に転じた。皇建2年（561年）、西兗州刺史に任じられた。赴任しないうちに武明太后（婁昭君）が病床についたため、之才がその治療にあたった。天統4年（568年）、尚書左僕射に転じ、まもなく兗州刺史に任じられた。
天統5年（569年）冬、後主が之才を召し出した。武平元年（570年）、之才は再び尚書左僕射に任じられた。武平2年（571年）、尚書令に任じられ、西陽郡王に封じられた。祖珽の執政のもとで、之才は侍中・太子太師に任じられた。
武平3年（572年）6月4日、死去した。享年は68。司徒公・録尚書事の位を追贈された。諡は文明といった。編著に『徐王八代効験方』10巻・『徐氏家秘方』2巻・『雷公薬対』2巻があった。

## 逸話・人物
- 之才が幼年のとき、従兄の徐康造とともに周捨の邸で『老子』の講義を聴いたことがあった。周捨が食事を用意すると、「徐郎は義を思うに心を用いず、ただ食事に用いられますのか」と戯れにいうと、之才は「けだし聖人はその心を虚にしてその腹を実とすると聞きます」と答えた。周捨はこれに感心した[3][4][7]。
- 之才が太学生のとき、劉孝綽・裴子野・張嵊らと『周易』や『儀礼』喪服篇について議論した。その応酬は響くがごとくで、「これ神童なり」とみなを感嘆させた[3][4][11]。
- 劉孝綽は之才について「徐郎は燕のような頷をしており、班定遠（定遠侯班超）の相がある」といった。
- 丹陽尹の役所が火災に遭ったとき、之才は夜間に衣服を着ず、紅布をまとって部屋を出て見物しているところを、袁昂に見られた。功曹は之才を免職させたいと上申したが、袁昂は之才の才能を重んじて、特別に原職のままにとどめた[3][4][11]。
- 之才は若くして天文を学び、図讖の学問を修めた。館客の宋景業とともに吉凶を調べて、午年（550年）に必ずや易姓革命が起こり、高徳（高氏）による政治が開かれると知った。高洋はこれを聞いてたいへん喜んだ。このころ婁昭君や東魏の勲貴の臣たちはみな西魏の宇文泰が天子を擁して諸侯に号令するのを恐れており、先行して革命することはできないと考えていた。之才はひとり「千人を追放しても、一人の天子を得たなら、人々は休息することができる。大業を定めるべきで、軽薄な学者の意見を容れるべきではない」といった[28][13][29]。
- 大寧2年（562年）春、武明太后が再び病にかかった。之才の弟の徐之範が尚薬典御となっており、武成帝の命を受けて診察した。内史は太后のことを石婆と呼んでいたが、俗忌に触れるとしてこのとき呼び名を改めた。徐之範がこれを怪しんで兄に相談すると、之才は字義を読み解いて4月中の異変を予言した。はたして4月1日に太后は死去した[30][31][32]。
- 武成帝には親知らずが生えていたことから、医者たちにこれを訊ねた。尚薬典御の鄧宣文がまともな返答をすると、武成帝が怒ってこれを鞭打った。後に之才に訊ねると、之才は「これは智牙でありまして、智牙の生える者は聡明で長寿なのです」と答えたので、武成帝は喜んで之才に褒美を与えた[33][34][24]。
- 天統5年（568年）、武成帝は酒色の度を過ごしていたため、空中に観音の幻影を見るようになった。之才が薬湯を処方すると、回復の兆しを見せたが、和士開の策動により之才が兗州刺史に転任すると、武成帝の容体は悪化した。10月8日に之才を召還する命令が下ったが、10日に武成帝は死去した。之才が到着したのは11日のことであった[35][17][18]。
- 左僕射の官が欠員となると、之才は「わたしが禹の治績を復興できる」といった[16][17]。
- 之才が僕射であったとき、「わたしは江東で徐勉が僕射になったのを見たが、かれにおもねらない朝士はいなかった。今わたしは徐僕射となったが、誰ひとりわたしにおもねろうとはしない。何を生き甲斐とすべきだろうか」と人に語った[22][36][24]。
- 之才の妻は東魏の広陽王元湛の妹であり、之才が高澄に膝を屈して妻に求めた女性であった。和士開がこれを知ると、之才の妻を犯した。之才は和士開と会うのを避けるようになり、退いて「少年にふざけ笑いをさせまい」といった[22][23][24]。
- 之才は和士開や陸令萱の家族が病に苦しむと、その救護に尽くした[16][4][18]。
- 之才は祖珽を恨んで「子野（師曠の字）、我を沙汰す」といった。祖珽が眼病にかかると、このため師曠に喩えられた[16][34][18]。
- ある人が足の腫れあがる病にかかったが、医者たちには対処できなかった。之才がかれを診ると、「蛤の精の病です。船に乗って海に入り、脚を水中に垂らすとかかります」と診断した。患者が「実際にかつてそのようなことがありました」というと、之才が手術すると蛤2匹が見つかり、ニレの実のように大きくなっていた[37][4][32]。

## 子女
- 徐林（長男、字は少卿。太尉司馬）[22][23][24]
- 徐同卿（次男、太子庶子。之才は同卿に学問がないのを、よく「ついに『広陵散』と同じならんと恐る」と嘆いていた）[22][23][38]

## 伝記資料
- 『北斉書』巻33 列伝第25
- 『北史』巻90 列伝第78
- 斉故司徒公西陽王徐君墓誌銘（徐之才墓誌）